# 平多拉马
平多拉马是巴西圣保罗州的一个市镇。总面积184.525平方公里，总人口14345人，人口密度77.7人/平方公里。